# Стоян Янкович Митрович
Стоян Янкович Митрович (на сръбски: Стојан Јанковић Митровић, на хърватски: Stojan Janković Mitrović, също Stoiano Mitrovich) (1636 – 23 август 1687) e сред най-прославените ускоци на Далмация. Участник в Кандийската и Голямата турска война като главнокомандващ венецианските паравоенни формирования, съставени основно от т.нар. морлаци.

## Общи сведения
Стоян е син на хайдушкия войвода Янко Митрович. Баща му също служил в паравоенните венециански войски от 1648 до смъртта си през 1659 г.
Стоян е роден през 1636 г. в някое от селата на историко-географския район Буковица. Има двама братя, Илия и Завиша, също ускоци, както и сестра Ана. Сражава се в Кандийската война редом до баща си още от 15-годишен. През 1666 г. по време на битка край Обровац е заловен от турците и откаран в Цариград, където е дарен на султана и прекарва 14 месеца като негов роб, но успява да избяга. Като награда за неговата храброст и вярна служба, Венеция го дарява с имение в Равни Котари. По-късно през 1670 г. за цялостните му заслуги венецианският сенат го удостоява и с титлата „Кавалер на Св. Марко“ и му предоставя голям поземлен имот и къща в село Ислам. В това село и днес най-голяма забележителност е построената от него кула – т.нар. Кула на Стоян.
По време на обсадата на Херцег Нови през Голямата турска война Стоян Митрович с част от войските разорява околностите на османския град Седиджедид (дн.Томиславград) и тогава бива убит на 23 август 1687 г.

## Семейство
Стоян има два брака. Първият е с Вика, от която има двама сина, Алвижа (кръстен на неговия тъст Алвиса Контарини, син на генерал-губернатора Петър Контарини) и Никола (починал 1687/1688 г.), както и дъщеря Анастасия. Стоян убива Вика поради ревност.
Вторият му брак е с Антония Реци, гръцка католичка, сключен през 1676 г. Антония му ражда седем деца - Йосип, Константин († 1692), Слободан († 1866), Янко († 1685), Марко († 1686), Мария († 1686) и Магдалена († 1684). Шестте му рано починали деца, както и сестра му Ана са записани в регистъра на починалите на католическата енория на катедралата в Задар.
Тъй като синовете му не оставят потомци, неговото разклонение от рода Митрович се прекъсва.
Братът на Стоян, Илия, умира отровен през 1692 или 1694 г. и също няма внуци. Сестра му Ана е омъжена за Димитър Николич и има дъщеря Ана.
По-малкият му брат Завиша има синове Стоян и Илия, и дъщеря Йелена. Всички членове на неговото семейство получават титлата „конт“ от дожа на Венеция Себастиано Мочениго на 20 август 1705 г. за заслугите на техния чичо Стоян Янкович Митрович и техния дядо Янко Митрович. От децата на Завиша единствено дъщеря му Йелена, омъжена за венецианския полковник Теодор Деде (по произход православен грък), оставя потомство - нейният син Кириак след смъртта на вуйчо си Илия с одобрението на венецианския сенат е обявен за негов наследник. По-късно правнуците на Йелена през 1831 г. получават и австрийски документ, с който се препотвърждава благородническата им титла „conte veneto“. Последният конт по тази линия е праправнукът на Йелена и Теодор, Илия Деде Митрович (1818-1874) - неговата дъщеря Олга се омъжва за Владимир Десница, от когото има синове Бошко и Урош. Внукът на Олга от сина ѝ Урош е писателят Владан Десница, един от най-известните югославски писатели от втората половина на XX в.

## За хърватския произход на семейството
Синът на Олга и Владимир Десница, писателят Бошко Десница (1886-1945), след своите проучвания из архивите отправя обвинения към сръбския национализъм в тенденциозно изопачаване и неточен превод на историческите венециански документи, с което морлаците са представени за сърби, фамилията Митрович е преиначена на Янкович и е игнориран хърватския ѝ произход. По този начин в сръбската историография се прокарва схващането, че морлаците и ускоците са изключително сърби.